# Mario Merola (secondo album del 1967)
Mario Merola è il secondo album discografico dell'omonimo cantante pubblicato in Italia nel 1967.

## Descrizione
Contiene una raccolta di brani già pubblicati come singoli negli anni precedenti. Lo stesso anno vennero pubblicati altri tre album omonimi con la stessa copertina e con una diversa selezione di brani. Venne ristampato nel 1974 con il titolo "Mario Merola II Volume" e poi nel 1976 con una diversa copertina e di nuovo il titolo "Mario Merola".

## Tracce
1. 'A voce 'e mamma (Felice Genta e Giuseppe Russo)
2. Surriento d''e nnammurate (Enzo Bonagura e Lino Benedetto)
3. Ciento catene (Alfonso Chiarazzo e Renato Ruocco)
4. Tengo a mamma ca m'aspetta (Raffaele Mallozzi, Giovanni Marigliano e Paolo Francesco Colosimo)
5. Dipende 'a te (Dionisio Sgueglia e Giuseppe Esposito)
6. Canciello 'e cunvento (Alberto Sciotti, Nunzio Gallo e Raffaele Mallozzi)
7. 'A fede (L'urdemo bicchiere) (Cristofaro Letico e Giuseppe Anepeta)
8. Dduie sciure arancio (Gaetano Amendola e Gianni Aterrano)
9. 'A prucessione (Alfonso Chiarazzo, Gennaro Scotto Di Carlo e Renato Ruocco)
10. Nu capriccio (Domenico Riccardi, Errico Sorrentino e Gaetano Sorrentino)
11. Senza guapparia (Eduardo Alfieri e Egidio Pisano)
12. Suonno 'e cancelle (Angelo Pulcrano e Antonio Campagnoli)